# Grandvillard
Grandvillard is een gemeente en plaats in het Zwitserse kanton Fribourg, en maakt deel uit van het district Gruyère.
Grandvillard telt 639 inwoners.